# Демыкина, Галина Николаевна
Гали́на Никола́евна Демы́кина (4 февраля 1925—23 июня 1990) — русская поэтесса и прозаик, автор книг как для детей, так и для взрослых. Жена писателя Георгия Балла.

## Биография
Галина Демыкина родилась в Москве, в семье биологов. В 1942 году поступила в МГУ на биологический факультет. Уже тогда ей удавались небольшие стихотворения и рассказы, поэтому она и решила перевестись на филологическое отделение.
В 1946 году, окончив университет, стала работать на Всесоюзном радио. Передача «Угадайка», любимая многими детьми, — её детище. На передачу Галина приглашала писателей, поэтов, деятелей искусства.
В конце 1960 годов состоялась первая публикация «взрослых» стихов Галины Демыкиной — в журнале «Новый мир». Всего ею написано более 40 книг.
В 1963 году писательница получила премию журнала «Огонёк». Книги Галины Демыкиной были переведены на ряд иностранных языков.
Умерла писательница в Москве в 1990 году. Похоронена на Ваганьковском кладбище, на участке 55 рядом с сыном (Андрей Георгиевич Демыкин (1951—1989), советский художник и иллюстратор), позже здесь же был похоронен её муж, Георгий Александрович Балл.

## Творчество
Галина Демыкина начинала свой путь в литературе как детский поэт. С конца 1950 годов вышло несколько книг стихов, адресованных маленьким читателям («Гвоздик», изд-во «Советская Россия», 1960; «Вечерние сказки», изд-во «Детский мир», 1962; «Непослушные шнурки», изд-во «Детгиз», 1963; «Всё на свете любит петь», изд-во «Советская Россия», 1964; и др.). 
Галина Демыкина писала для детей разного возраста. Детям младшего школьного возраста адресованы повести-сказки «Алошка» (написанная совместно с Георгием Баллом), «Чуча», «Потерялась девочка», «Деревня Цапельки, дом один», «Цветные стёклышки»; детям среднего школьного возраста такие произведения, как «Была не была»,  «Как тесен мир», «Лембой», «Почему меня никто не любит?», детям старшего возраста — «Ч. Ю.», «Птица»  и другие. 
«Взрослые» стихотворения Галины Демыкиной впервые стали публиковаться в конце 1960 годов в журнале «Новый мир». В 1971 году был напечатан сборник стихов «Корни дома моего»; в 1972 году вышла прозаическая повесть «Маски». 

### Произведения
- «День жаворонка»
- «Просторный человек»
- «Мой капитан»
- «Бемка»
- «Первый полёт»
- «Потерялась девочка»
- «Ч. Ю.»
- «Птица»
- Горячее солнышко. — М.: Детская литература, 1979.

### Сборники
- Две весны. — Москва: Детская литература, 1972. — 127 с.